# جين فرانسيس وين
جين فرانسيس وين (بالإنجليزية: Jane Frances Winn)‏ هي كاتِبة أمريكية، ولدت في 1855 في تشيليكوث في الولايات المتحدة، وتوفيت في ديسمبر 1927.